# Rhynchospora enmanuelis
Rhynchospora enmanuelis är en halvgräsart som beskrevs av Modesto Luceño och Emerson Antônio Rocha. Rhynchospora enmanuelis ingår i släktet småag, och familjen halvgräs. Inga underarter finns listade i Catalogue of Life.